# Верхнее Лабука
Верхнее Лабука — озеро на территории Костомукшского городского округа Республики Карелии.

## Общие сведения
Площадь озера — 1,5 км², площадь водосборного бассейна — 81,7 км². Располагается на высоте 228 метров над уровнем моря.
Форма озера лопастная, продолговатая: оно вытянуто с запада на восток. Берега изрезанные, каменисто-песчаные, местами заболоченные.
Из озера вытекает безымянная протока, впадающая в озеро Нижнее Лабука, из которого берёт начало река Пирта, втекающая в реку Вуокинйоки, которая впадает в реку Судно. Последняя впадает в озеро Верхнее Куйто.
С севера в озеро впадает река Виче, протекающая через озеро Виче.
В озере более десяти безымянных островов различной площади, однако их количество может варьироваться в зависимости от уровня воды.
Озеро расположено в трёх километрах от Российско-финляндской границы.
Код объекта в государственном водном реестре — 02020000811102000004135.